# Лемма о разрастании для контекстно-свободных языков
Лемма о разрастании для контекстно-свободных языков (или uvwxy теорема) — аналог одноименной леммы для регулярных языков позволяющая относительно несложно доказывать, что данный язык не порождается контекстно-свободной грамматикой.

## Формулировка
Пусть {\displaystyle L} — контекстно-свободный язык над алфавитом V.
Тогда
{\displaystyle (\exists n\in \mathbb {N} )(\forall \alpha \in L:|\alpha |>n)(\exists u,x,v,y,w\in V^{*}):}
{\displaystyle \alpha =uxvyw\land |xy|>0\land |xvy|\leq n\land (\forall i\geq 0:ux^{i}vy^{i}w\in L).}.
Иначе говоря, любую достаточно длинную строчку в {\displaystyle L} можно разбить на пять частей так, что повторение второй и четвёртой частей произвольное количество раз (возможно, 0) не приведут к выходу за пределы языка.

## Доказательство
Пусть задан КС-язык (V, N, S, G), причем грамматика языка приведена (то есть не содержит правил вида A → ε или A → B).
Поскольку количество нетерминальных символов конечно, равно как и длина каждого правила вывода, то длина цепочки, высота дерева вывода для которой не превышает |N|, также ограничена сверху неким числом n.
Рассмотрим цепочку {\displaystyle \alpha :|\alpha |>n}. В силу вышесказанного высота дерева её вывода превысит |N|, то есть найдется путь из аксиомы в один из терминальных символов, длина которого будет больше, чем количество нетерминальных символов грамматики. Поскольку на каждом шаге заменяется один нетерминальный символ, как минимум один нетерминальный символ Q на этом пути будет заменён дважды. Из этого следует, что существует цепочка xQy с непустыми x или y, выводящаяся из Q. Следовательно, в процессе вывода S →* α процесс вывода Q →* xQy можно повторять сколь угодно много раз или опустить.

## Следствия и примеры использования
- В любом бесконечном КС-языке найдется бесконечное подмножество цепочек, длины которых образуют возрастающую арифметическую прогрессию.
- Язык {\displaystyle a^{n}b^{n}c^{n},n\geq 0} не является КС-языком: в нём невозможно выбрать две цепочки и накачивать их, не выходя за пределы языка (необходимо одновременно накачивать три цепочки).
- Язык {\displaystyle a^{n}b^{n}c^{k},n,k\geq 0,k\leq n} также не является КС-языком, но доказать это «накачиванием» уже не получится: можно накачивать «зоны» символов a и b, воспользовавшись тем, что символов c в цепочке может быть меньше. Но если рассмотреть принадлежащую языку цепочку {\displaystyle a^{n}b^{n}c^{n}}, то или исключение накачиваемых цепочек выведет за пределы языка, что противоречит лемме о накачке.
- Язык {\displaystyle a^{n^{2}}} также не является КС-языком, так как он противоречит следствию из леммы.